# Dimorphomyces
Dimorphomyces Thaxt. – rodzaj grzybów z rzędu owadorostowców (Laboulbeniales). Grzyby mikroskopijne, pasożyty stawonogów, głównie owadów (grzyby entomopatogeniczne).

## Systematyka
Pozycja w klasyfikacji według Index Fungorum: Dimorphomyces, Laboulbeniaceae, Laboulbeniales, Laboulbeniomycetidae, Laboulbeniomycetes, Pezizomycotina, Ascomycota, Fungi.

## Gatunki
Index Fungorum w 2020 r. wymienia 34 gatunki tego rodzaju. W Polsce ich występowanie jest jeszcze słabo zbadane. Tomasz Majewski, jedyny polski mykolog zajmujący się nimi na szerszą skalę, do 2003 r. wymienił dwa gatunki występujące w Polsce:
- Dimorphomyces myrmedoniae Thaxt. 1900
- Dimorphomyces phloeoporae Thaxt. 1900

Nazwy naukowe według Index Fungorum. Wykaz gatunków według T. Majewskiego.